# Тузов, Константин Александрович
Константи́н Алекса́ндрович Ту́зов (род. 8 апреля 1986, Куйбышев) — российский игрок в футбол и пляжный футбол, полузащитник.
Карьеру начал в России в клубе высшего дивизиона «Крылья Советов» (Самара) — но за главную команду ни разу на поле не выходил, играя за резервный состав в первенстве дублёров и команду «Крылья Советов-3». Позже выступал за клубы низших лиг «Энергия» (Ульяновск) и «Юнит» (Самара).
С 2008 игрок в пляжный футбол.

## Достижения
пляжный футбол
- Бронзовый призёр чемпионата России 2011
- Обладатель кубка России 2010
- Финалист суперкубка России 2011

## Клубная статистика
футбол
| Выступление      | Выступление      | Выступление      | Лига | Лига | Кубок | Кубок | Итого | Итого |
| Клуб             | Лига             | Сезон            | Игры | Голы | Игры  | Голы  | Игры  | Голы  |
| ---------------- | ---------------- | ---------------- | ---- | ---- | ----- | ----- | ----- | ----- |
| Юнит             | ЛФЛ              | 2005             | 26   | 4    | —     | —     | 26    | 4     |
| Юнит             | ПФЛ              | 2006             | 22   | 1    | 2     | 0     | 24    | 1     |
| Юнит             | ПФЛ              | 2007             | 14   | 0    | 1     | 0     | 15    | 0     |
| Юнит             | Итого            | Итого            | 62   | 5    | 3     | 0     | 65    | 5     |
| Всего за карьеру | Всего за карьеру | Всего за карьеру | 62   | 5    | 3     | 0     | 65    | 5     |

пляжный футбол
| Выступление      | Выступление      | Выступление      | Лига | Лига | Кубок | Кубок | Прочие | Прочие | Итого | Итого |
| Клуб             | Лига             | Сезон            | Игры | Голы | Игры  | Голы  | Игры   | Голы   | Игры  | Голы  |
| ---------------- | ---------------- | ---------------- | ---- | ---- | ----- | ----- | ------ | ------ | ----- | ----- |
| Крылья Советов   | высшая           | 2010             | 3    | 2    | 5     | 0     | 3      | 1      | 11    | 3     |
| Крылья Советов   | высшая           | 2011             | 14   | 0    | 6     | 1     | 5      | 0      | 25    | 1     |
| Крылья Советов   | высшая           | 2012             | 10   | 1    | 5     | 1     | —      | —      | 15    | 2     |
| Крылья Советов   | высшая           | 2013             | 3    | 0    | —     | —     | —      | —      | 3     | 0     |
| Крылья Советов   | высшая           | 2014             | 5    | 0    | —     | —     | —      | —      | 5     | 0     |
| Крылья Советов   | Итого            | Итого            | 35   | 3    | 16    | 2     | 8      | 1      | 59    | 6     |
| Всего за карьеру | Всего за карьеру | Всего за карьеру | 35   | 3    | 16    | 2     | 8      | 1      | 59    | 6     |